# Blafert duński
Blafert duński (duń. blaffert, l.mn. blafferte) - dawna moneta duńska wartości 2 fenigów, czyli ⅙ szylinga.
Pierwsze blaferty pojawiły się za panowania Chrystiana I (1448–1481). Monety te dewaluowały się w takim samym tempie, jak pozostałe monety duńskie - od zawartości srebra około 0.16 gramów w 1514 do około 0.057 gramów w 1602, zachowując przy tym wagę w okolicach połowy grama. Blaferty na przełomie XVI i XVII wieku były już monetami miedzianymi, a podana dla nich zawartość srebra oznacza ⅙ zawartości srebra w szylingu. W XVII wieku zaprzestano w Danii wybijania blafertów.

## Literatura
- Zbigniew Żabiński, Rozwój systemów pieniężnych w Europie zachodniej i północnej, Zakład Narodowy Imienia Ossolińskich - Wydawnictwo, Wrocław 1989, ISBN 83-04-02992-8